# Эход ми иодея
«Эход ми иодея» (ашкеназ.; сефард. Эхад ми йодеа, от ивр. אחד מי יודע‎ — «один, кто знает?») — еврейская народная песня в виде антифона. Текст состоит из 13-и вопросов о числах от одного до тринадцати. Число тринадцать — гематрия слова «эхад» (אחד‎ — «един», см. Втор. 6:4), которое почитаемо евреями священным, а потому счастливым.
Часть пасхальной Агады, которую распевают вместе с песней «Хад Гадья» на иудео-арамейском языке по окончании послетрапезных церемоний в первый и второй вечера Песаха.

## Текст

### Содержание
Начало:
« — Один, кто знает? — Один, я знаю: один — наш Бог на небе и на земле.
 — Два, кто знает? — Два, я знаю: две — скрижали Завета, один наш Бог на небе и на земле.
 — Три, кто знает? — Три, я знаю: три — праотца, две скрижали Завета, один наш Бог на небе и на земле.
По мере продвижения от одного до тринадцати в каждом куплете даётся ответ, кто или что исчисляется соответствующим числом, а затем повторяются в обратном порядке (до одного) ответы на предыдущие вопросы. Последний куплет:
| Русский перевод                                                  | Транслитерация                                                | Иудео-арамейский текст                             |
| Тринадцать, кто знает? Тринадцать, я знаю: Тринадцать атрибутов; | Шлоша-асар ми йодеа? Шлоша-асар ани йодеа: Шлоша-асар мидайя; | שְׁלשָׁה עָשָׂר מִי יוֹדֵעַ? שְׁלשָׁה עָשָׂר אֲנִי יוֹדֵעַ: שְׁלשָׁה עָשָׂר מִדַּיָא |
| Двенадцать колен;                                                | Шнем-асар шивтайя;                                            | שְׁנֵים עָשָׂר שִׁבְטַיָא                                     |
| Одиннадцать звёзд;                                               | Ахад-асар кохвая;                                             | אַחַד עָשָׂר כּוֹכְבַיָּא                                     |
| Десять заповедей;                                                | Асара дибрайя;                                                | עֲשָׂרָה דִבְּרַיָא                                         |
| Девять лун до родов;                                             | Тиша ярхей леда;                                              | תִּשְׁעָה יַרְחֵי לֵדָה                                      |
| Восемь дней до обрезания;                                        | Шмона йемей мила;                                             | שְׁמוֹנָה יְמֵי מִילָה                                     |
| Семь дней недели;                                                | Шива йемей шабта;                                             | שִׁבְעָה יְמֵי שַׁבָּתָא                                      |
| Шесть разделов Мишны;                                            | Шиша сидрей Мишна;                                            | שִׁשָּׁה סִדְרֵי מִשְׁנָה                                      |
| Пять книг Торы;                                                  | Хамиша хумшей Тора;                                           | חֲמִשָׁה חוּמְשֵׁי תוֹרָה                                    |
| Четыре праматери;                                                | Арба имахот;                                                  | אַרְבַּע אִמָהוֹת                                         |
| Три праотца;                                                     | Шлоша авот;                                                   | שְׁלשָׁה אָבוֹת                                          |
| Две скрижали Завета;                                             | Шней лухот ха-брит;                                           | שְׁנֵי לֻחוֹת הַבְּרִית                                     |
| Один наш Бог на небе и на земле;                                 | Эхад Элохену ше-ба-шамаим у-ва-арец;                          | אֶחָד אֱלֹהֵינוּ שֶׁבַּשָּׁמַים וּבָאָרֶץ                            |

### Письменный источник
Древнейший памятник песни найден Цунцом в авиньонском ритуале.

## Аналоги в других языках
Аналогичные немецкие песни состоят из 12 строф.
Подобные числовые песни найдены y шотландцев, среди древних церковных греческих песен, a Кауфман Колер проследил её аналогии в народной поэзии Востока.